# Sint-Jacobikerk (Stralsund)
De Sint-Jacobikerk (Jakobikirche) is een gotisch kerkgebouw in de Voor-Pommerse hanzestad Stralsund. Het kerkgebouw werd voor het eerst in 1303 genoemd en is daarmee de jongste van de drie monumentale parochiekerken van de stad. Het gebouw is tegenwoordig in gebruik als cultuurkerk.
De Jacobikerk ligt in een deel van Stralsund dat op 6 oktober 1944 bij een bombardement zwaar getroffen werd. De oorspronkelijk omringende bebouwing is als gevolg daarvan grotendeels verdwenen. Op het voormalige kerkhof van de Jacobikerk, tegenwoordig een parkeergelegenheid, werd in 2006 een monument voor de slachtoffers van de kernramp van Tsjernobyl van 1986 opgericht.

## Geschiedenis en architectuur
Het gebouw is een drieschepige pijlerbasiliek van zeven traveeën met een koor dat rechthoekig is afgesloten en heeft een toren in het westen. Vanaf het torenfront sluiten zich aan het middenschip zijhallen en kapellen aan. De buitenmuren zijn met kloostermoppen opgetrokken.
Zoals gewoonlijk werd ook met de Jacobikerk begonnen met de bouw van het koor, dat vermoedelijk in 1321 gereed kwam. Vanaf dat moment werd de kerk in gebruik genomen. Zeker is dat in 1324 reeds geestelijken in de kerk werkzaam waren en vanaf 1327 een priester. In de kerk zelf bevinden zich twee grafstenen uit de jaren 1331 en 1333. Voor de verdere bouw van de kerk schonken vrome inwoners van Stralsund bakstenen. Een persoon met de naam Johannes Hundertmark doneerde in 1347 1.000 bakstenen, en ene Heinrich Sommerstorp zelfs 20.000 bakstenen.
In de jaren 1380-1390 werden dankzij schenkingen kapellen aan het kerkschip gebouwd. Wegens de slechte ondergrond kwam de westelijke pijler scheef te staan, hetgeen nog altijd zo is. Een volgende fase rond de wisseling tussen de 14e en 15e eeuw betrof de verlenging van de daken van de zijschepen en de bouw van kapellen tussen de steunberen. In de tweede helft van de 15e eeuw werd met de verbouwing van de kerktoren begonnen. Omstreeks dezelfde periode kwam ook de sacristie gereed.
Het kerkgebouw doorstond heel wat rampen. Tijdens de afgeslagen belegering van Stralsund door de troepen van Albrecht von Wallenstein (1628) werd de kerk door 30 kanonskogels getroffen. Twintig jaar later, in 1650, sloeg de bliksem in de toren. De gotische torenspits met de vier kleine hoektorentjes, het dak van het kerkschip en de oostelijke dakruiter werden verwoest. Bij de brand smolten de klokken. Ook de dakbalken van het noordelijk zijschip en de ankerbalken in het koor waren door de brand aangetast en moesten worden vervangen. De toren kreeg toen de nog altijd bestaande barokke bekroning. De belegering van Stralsund door Frederik Willem I van Brandenburg in 1678 bezorgde de kerk een schadepost van 20.000 gulden. 40 voltreffers kreeg de Jacobikerk te verduren in 1715 tijdens de Grote Noordse Oorlog.
Tot aan de bezetting van de Franse troepen brak er een periode van voorspoed aan. De kerk kreeg in 1733-1738 een orgel met een fraaie orgelkas, het altaar werd voorzien van schilderijen van de hand van Johann Heinrich Tischbein en de portalen werden vernieuwd. Tijdens de Franse bezetting werd de kerk echter weer als paardenstal en gevangenis gebruikt. Daarna volgde er weer een periode van herstel en opbouw. In 1877 werd een nieuw orgel van Friedrich Albert Mehmel met 69 registers, vier manualen en pedaal in gebruik genomen. De in het jaar 1891 blootgelegde gotische beschilderingen werden gedocumenteerd, maar konden wegens geldgebrek niet worden gerestaureerd en werden derhalve weer overgekalkt.
Tijdens de Eerste Wereldoorlog moesten de kerkklokken ten behoeve van de wapenproductie worden afgeleverd.

## Tweede Wereldoorlog

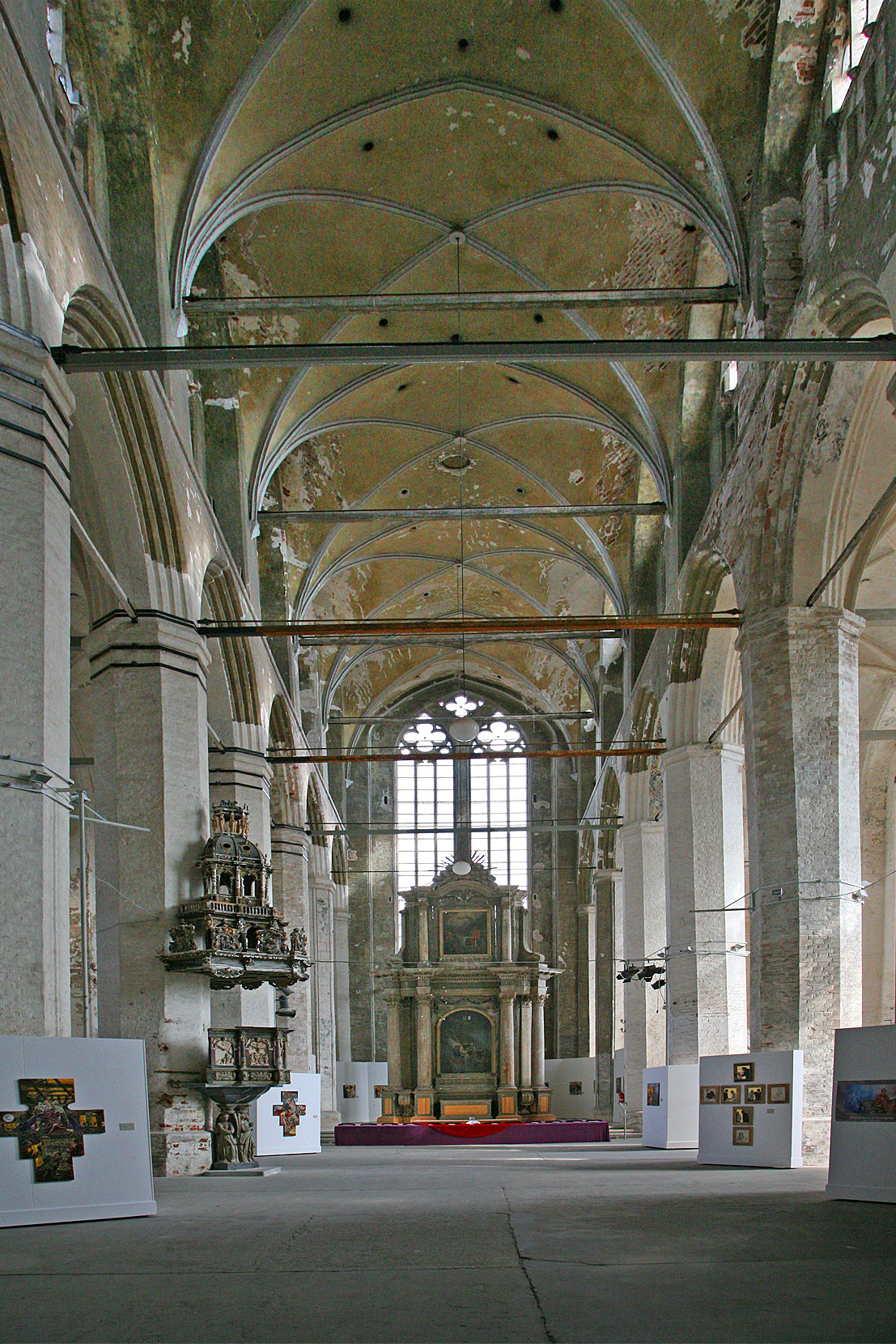
Interieur Jacobikerk (2014)

De grootste schade zou de kerk echter oplopen tijdens de Tweede Wereldoorlog. De waardevolle inventaris van de Jacobikerk werd in opdracht van Berlijn tijdens de Tweede Wereldoorlog uit de kerk verwijderd om te worden geborgen in Grimmen, Loitz en Tützpatz. Tijdens het bombardement op Stralsund op 6 oktober 1944 kreeg de Jacobikerk een zware treffer te verduren. Ook de voltreffers op de omgeving van het gebouw leidden tot zware schade aan het kerkgebouw. Het dak van het zuidelijke zijschip werd compleet vernietigd; het dakgestoelte over de westelijke helft stortte samen met de gordelbogen in. In de buurt van de toren waren alle vensters verwoest en veel laatgotisch en barok kerkmeubilair ging verloren.
Plunderingen van het interieur richtten na de oorlog nog meer schade aan. Metaaldieven stalen bijvoorbeeld de orgelpijpen van het Mehmel-orgel (van het orgel waren in 1943 slechts de barokke delen ter berging verwijderd) en het houtwerk van de kapellen en het gestoelte verdween in de kachel.

## Herbestemming
Vanaf 1949 werd begonnen met de eerste herstelwerkzaamheden. In 1957 keerden de cultuurgoederen van de kerk weer terug. Niet alles keerde terug, want een deel ging tijdens de opslag toch nog verloren. De kerk diende tijdelijk als archief en plaats waar cultuurgoederen werden opgeslagen. Vanaf de vroege jaren 1980 tot 1994 werd het gebouw gebruikt voor de opslag van bouwmaterialen. Sinds die tijd wordt de ruimte veelzijdig als cultuurkerk gebruikt. Er worden concerten, theateruitvoeringen, tentoonstellingen, markten en beurzen georganiseerd. De restauratie van de kerk duurt ook nu nog voort.

## Orgel

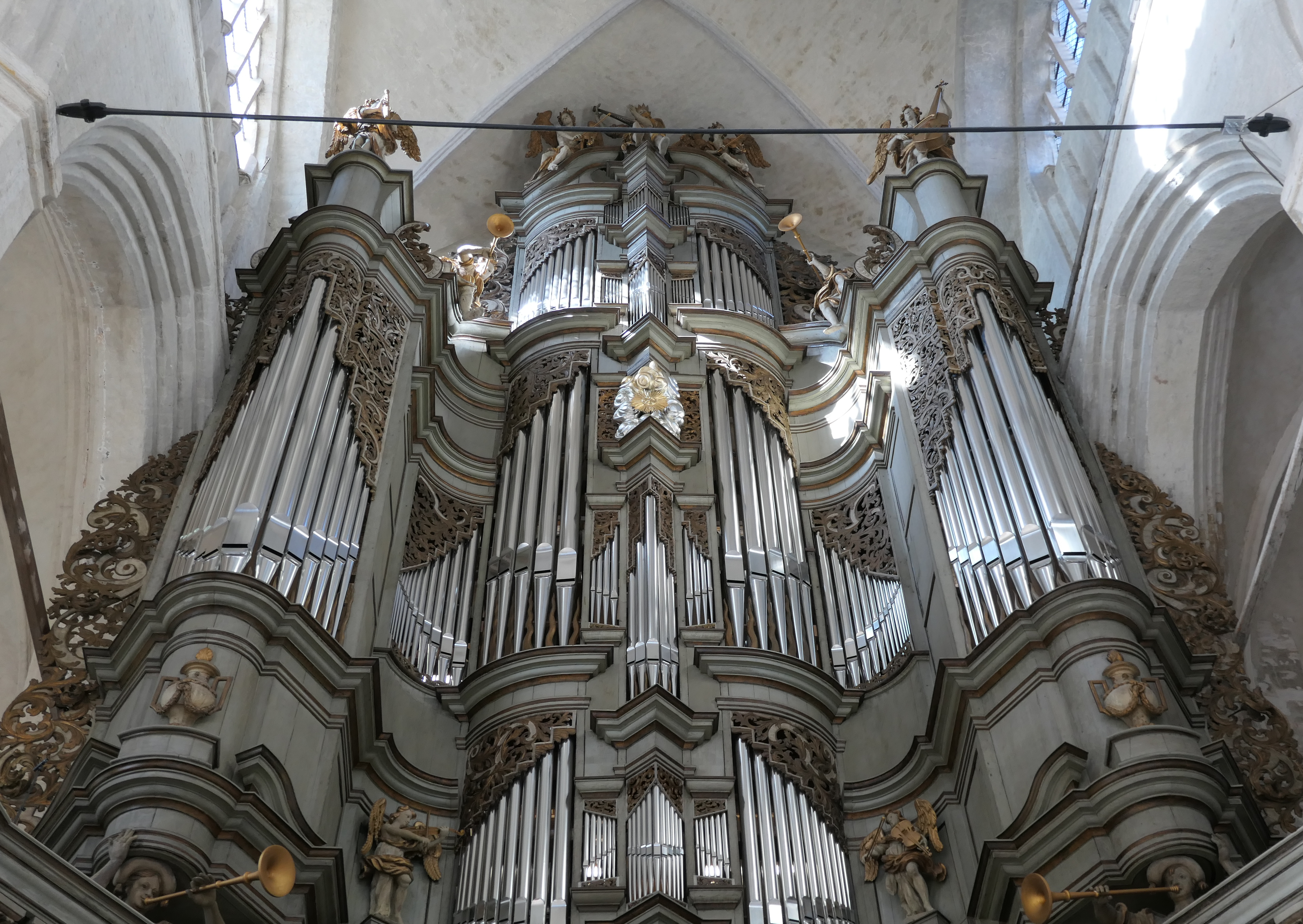
Orgel Jacobikerk (2020)

Het orgel in de Jacobikerk werd van 1732 tot 1741 gebouwd door Christian Gottlieb Richter (43/IIIP). Van 1870 tot 1877 bouwde Friedrich Albert Mehmel een nieuw, romantisch instrument achter Richters barokke front (70/IVP). Gedurende de Tweede Wereldoorlog raakte dit instrument in verval. In 2017 werd besloten om het Mehmel-orgel niet te reconstrueren, maar achter het front een nieuw orgel te bouwen in de stijl van Richter. Dit gebeurde in 2019/20 door de firma Wegschneider. Het orgel kreeg 51 registers, verdeeld over drie klavieren en pedaal.

## Afmetingen van de kerk
- Lengte van de kerk: 72.30 meter
- Breedte van de kerk: 25.10 meter
- Lengte van het schip: 47 meter
- Hoogte van het schip: 24.60 meter
- Hoogte van de zijschepen: 16.10 meter
- Torenhoogte gemeten tot aan de spits: 68.10 m
- De hoogte van de toren zonder spits: 57 m